# Edward Gorey
Edward St. John Gorey, född den 22 februari 1925 i Chicago, USA, död den 15 april 2000 i Hyannis, USA, var en amerikansk illustratör, författare, poet och kostymör. Goreys föräldrar, Helen Dunham (flicknamn: Garvey, 1892–1978) och Edward Leo Gorey (1878–1963), gifte sig 1921 och skilde sig 1936. Gorey hävdade själv att hans formella konstnärsutbildning var "försumbar"; han studerade en termin vid Art Institute of Chicago 1943. Gorey gjorde sig känd främst genom sina karaktäristiska bläckillustrationer, som ofta hade en svagt oroväckande ton och som utspelade sig under de viktorianska och edvardianska tidsepokerna.

## Pseudonymer
Gorey uppskattade ordlekar, särskilt anagram. Han använde sig av många pseudonymer under sin karriär, däribland:
- Ogdred Weary
- Mrs. Regera Dowdy
- Eduard Blutig
- Raddory Gewe
- Dogear Wryde
- E. G. Deadworry
- D. Awdrey-Gore
- Waredo Dyrge
- Edward Pig
- Wardore Edgy
- Madame Groeda Weyrd
- Dewda Yorger
- Garrod Weedy